# Кущавник меланезійський
Куща́вник меланезійський (Cincloramphus whitneyi) — вид горобцеподібних птахів родини кобилочкових (Locustellidae). Ендемік Вануату. Гвадалканальський кущавник раніше вважався підвидом меланезійського кущавника, однак у 2022 році він був визнаний окремим видом. Новобританські і бугенвільські кущавники раніше вважалися конспецифічними з меланезійським кущавником.

## Поширення і екологія
Меланезійські кущавники є ендеміками острова Еспіриту-Санто. Вони живуть у вологих рівнинних і гірських тропічних лісах, зустрічаються на висоті від 500 до 1550 м над рівнем моря, рідко на висоті до 500 м над рівнем моря.